# Abiraterone
Abiraterone é um fármaco experimental testado para o tratamento de câncer de próstata. É propriedade da J&J e foi adquirido da Cougar Biotechnology por cerca de 970 milhões de dólares, em 2009. 
Está na Lista de Medicamentos Essenciais da Organização Mundial da Saúde.